# Predicable
S'entén per predicable o categorama les diferents maneres de relació que es donen entre el subjecte i el predicat d'una proposició lògica.

## La doctrina d'Aristòtil
Aristòtil els anomenà κατηγορούμενα (kategorúmena) considerant com a criteri la convertibilitat o no convertibilitat del subjecte amb el predicat, donant lloc a les següents:
- όρος o definició: quan la relació del subjecte i del predicat és convertible de forma essencial.
- ϊδιον o propietat: quan la relació és convertible però no essencial.
- γένος i διαφορά o gènere i diferència: quan la relació és essencial però no convertible.
- συμβεβηκός' o accident: quan la relació no és ni essencial ni convertible.

## La doctrina de Porfiri
Porfiri a la seva Isagogè interpretà aquesta doctrina d'una forma una mica diferent. Considerà cinc predicables: el gènere, l'espècie, la diferència, la propietat i l'accident.
Però canvia el criteri d'origen de tals conceptes. Si per a Aristòtil el fonament és la manera de predicació, ara per a Porfiri és el fet de ser un predicat atribuïble a una pluralitat d'individus com subjectes.
- El gènere i la diferència és afirmat d'una pluralitat d'espècies i d'individus.
- L'espècie és afirmada dels individus.
- La propietat és afirmada de l'espècia de la qual és allò propi i dels individus que pertanyen a l'espècie.
- L'accident és afirmat tant de l'espècie com dels individus.

Aquesta doctrina porfiriana fou la que es transmeté i tingué gran influència en l'escolàstica medieval, donant lloc a una profunda diferència respecte de la idea d'Aristòtil.
Mentre Aristòtil parla d'una manera de predicació, amb la doctrina de Porfiri es parla ara d'una manera d'atribució, la qual cosa pot donar lloc i de fet produí certs problemes en el sentit de considerar la predicació no d'una manera epistemològica sinó en un sentit ontològic.
Tal és el problema conegut com a problema dels universals. Discussions sobre la realitat conceptual com un contingut ontològic, l'anomenat realisme o la mera consideració d'un mot o terme lògic, l'anomenat nominalisme.

## Els predicables en l'actualitat
En l'actualitat la consideració de la lògica com a ciència formal fa perdre importància a aquestes distincions. Tanmateix, en l'ús del llenguatge i la gramàtica aquestes distincions no venen malament per mantenir un esperit crític sobre els predicats que ingènuament atribuïm a un subjecte gramatical, sense tenir en compte les seves implicacions significatives quan aquest subjecte gramatical no és un individu existent o un conjunt definit d'individus existents, sinó una classe lògica.
El problema en l'actualitat es considera com un problema de les propietats, descripcions i definicions.